# Otanche
Otanche – miasto w Kolumbii, w departamencie Boyacá.